# III. třída okresu Klatovy
III. třída okresu Klatovy patří společně s ostatními třetími třídami mezi deváté nejvyšší fotbalové soutěže v Česku. Je řízena Okresním fotbalovým svazem Klatovy. Hraje se každý rok od léta do jara se zimní přestávkou. Vítěz každé ze skupin postupuje do II. třídy okresu Klatovy.

## Vítězové

### III. třída okresu Klatovy
| Ročník    | Vítězný tým                           |
| --------- | ------------------------------------- |
| 1989/1990 |                                       |
| 2004/2005 | TJ Haas Chanovice B                   |
| 2005/2006 | FK Horažďovice B                      |
| 2006/2007 | TJ Start Hory Matky Boží              |
| 2007/2008 | Sokol Mochtín B                       |
| 2008/2009 | TJ Haas Chanovice B                   |
| 2009/2010 | Start VD Luby B                       |
| 2010/2011 | FJ SRK Železná Ruda                   |
| 2011/2012 | FK Horažďovice B                      |
| 2012/2013 | SK Klatovy 1898 B                     |
| 2013/2014 | TJ Měcholupy                          |
| 2014/2015 | Sokol Hartmanice                      |
| 2015/2016 | TJ Start Dešenice                     |
| 2016/2017 | FJ SRK Železná Ruda                   |
| 2017/2018 | Sokol Nezamyslice                     |
| 2018/2019 | FK Okula Nýrsko B                     |
| 2019/2020 | Zrušeno z důvodu pandemie koronaviru. |
| 2020/2021 | Zrušeno z důvodu pandemie koronaviru. |
| 2021/2022 | Sokol Veřechov                        |
| 2022/2023 | TJ Sokol Měčín                        |
| 2023/2024 | TJ Měcholupy B                        |